# Jordan McLaughlin
Jordan McLaughlin (Pasadena, California, 9 de abril de 1996) es un baloncestista estadounidense que pertenece a la plantilla de los San Antonio Spurs de la NBA. Con 1,83 metros de estatura, juega en la posición de base. 

## Trayectoria deportiva

### Universidad
Jugó cuatro temporadas con los Trojans de la Universidad del Sur de California, en las que promedió 12,9 puntos, 5,8 asistencias, 3,5 rebotes y 1,7 robos de balón por partido. En su primera temporada fue incluido en el mejor quinteto rookie de la Pac-12 Conference, mientras que en la última, en 2018, lo fue en los promeros quintetos absoluto y defensivo de la conferencia.
Acabó como el tercer jugador de la historia de la Pac-12 en superar los 1600 puntos y 600 asistencias en una carrera.

### Profesional
Tras no ser elegido en el Draft de la NBA de 2018, disputó las Ligas de Verano de la NBA con los Brooklyn Nets, donde en cinco partidos promedió 7,0 puntos y 4,2 asistencias. Firmó con los Nets para disputar la pretemporada, pero finalmente fue cortado, aunque acabó firmando con su filial en la G League, los Long Island Nets.
El 20 de julio de 2019, firma un contrato dual con Minnesota Timberwolves.
El 10 de septiembre de 2021, acuerda una extensión de contrato con los Wolves por tres temporadas.
Tras cinco años en Minnesota, en julio de 2024, firma por una temporada con Sacramento Kings.
El 2 de febrero de 2025 es traspasado a San Antonio Spurs en un acuerdo entre tres equipos.

## Estadísticas de su carrera en la NBA

### Temporada regular
| Año     | Equipo      | PJ  | PT | MPP  | %TC  | %3P  | %TL   | RPP | APP | ROB | TPP | PPP |
| ------- | ----------- | --- | -- | ---- | ---- | ---- | ----- | --- | --- | --- | --- | --- |
| 2019-20 | Minnesota   | 30  | 2  | 19.7 | .489 | .382 | .667  | 1.6 | 4.2 | 1.1 | .1  | 7.6 |
| 2020-21 | Minnesota   | 51  | 2  | 18.4 | .413 | .359 | .767  | 2.1 | 3.8 | 1.0 | .1  | 5.0 |
| 2021-22 | Minnesota   | 62  | 3  | 14.5 | .440 | .318 | .750  | 1.5 | 2.9 | .9  | .2  | 3.8 |
| 2022-23 | Minnesota   | 43  | 0  | 15.8 | .421 | .308 | .833  | 1.4 | 3.4 | .7  | .1  | 3.7 |
| 2023-24 | Minnesota   | 56  | 0  | 11.2 | .483 | .472 | .722  | 1.3 | 2.0 | .6  | .1  | 3.5 |
| 2024-25 | Sacramento  | 28  | 0  | 6.8  | .364 | .385 | .688  | .8  | .9  | .4  | .0  | 1.9 |
| 2024-25 | San Antonio | 18  | 0  | 6.9  | .536 | .450 | 1.000 | .5  | 1.5 | .3  | .1  | 2.5 |
| Total   | Total       | 288 | 7  | 14.1 | .445 | .369 | .738  | 1.4 | 2.8 | .8  | .1  | 4.1 |

### Playoffs
| Año   | Equipo    | PJ | PT | MPP  | %TC  | %3P  | %TL  | RPP | APP | ROB | TPP | PPP |
| ----- | --------- | -- | -- | ---- | ---- | ---- | ---- | --- | --- | --- | --- | --- |
| 2022  | Minnesota | 5  | 0  | 16.6 | .706 | .571 | .750 | 2.4 | 3.4 | 1.0 | .0  | 6.2 |
| 2023  | Minnesota | 2  | 0  | 7.1  | .000 | .000 | —    | 1.0 | 1.0 | .0  | .0  | .0  |
| 2024  | Minnesota | 6  | 0  | 5.0  | .222 | .000 | .000 | .7  | .3  | .0  | .0  | .7  |
| Total | Total     | 13 | 0  | 9.8  | .467 | .286 | .500 | 1.4 | 1.6 | .4  | .0  | 2.7 |